# Bernardino de Meneses
Bernardino de Meneses (Talavera de la Reina, segunda mitad siglo XV - español).

## Biografía
Nacido en Talavera de la Reina en la segundad mitad del siglo XV, D. Bernardino de Meneses, conocido como el Adalid Meneses por su notable papel en la expedición organizada por Francisco Jiménez de Cisneros para conquistar la ciudad africana de Orán. Recibió orden para levantar una tropa de 600 reclutas en su ciudad natal  y la vecina comarca de la Jara, con la que salió en la citada expedición desde puerto de Cartagena.
Al desembarcar en la costa magrebí, tomó el paso de Mazalquivir y desembarcó las tropas españolas el 17 de mayo de 1509.
Las tropas talaveranas siguiendo al Adalid Meneses, tomaron en un durísimo asalto una de las puertas de Orán sobre la que colocaron el pendón de Talavera, a la vista del enemigo y el cuerpo expedicionario. Dicha puerta recibe hoy el nombre de puerta de Canistel o puerta de Talavera.
D. Bernardino de Meneses, por sus destacados servicios, fue nombrado gobernador de Murcia, cargo que ostentaba a su fallecimiento.
Como botín simbólico de guerra y para honrar a la patrona de Talavera, las llaves de Orán fueron tomadas y llevadas a la ciudad castellana; y aún hoy se pueden ver colocadas como trofeo en la Basílica de Nuestra Señora del Prado de Talavera de la Reina. Fue un destacado militar de la época. 
- Datos: Q5726650